# Kralj (karte)
Kralj je ena izmed močnejših igralnih kart. Na njej je upodobljena ilustracija kralja. Po moči je višji od Kraljice, Kavala, Fanta in številčnih kart, razen Asa.
Najpogostejša imena kraljevih kart so:
- Pikov kralj
- Karo kralj
- Srčev kralj
- Križev kralj